# Fruängen (metropolitana di Stoccolma)
Fruängen è una stazione della metropolitana di Stoccolma.
È situata all'interno della circoscrizione di Hägersten-Liljeholmen, nell'area meridionale della capitale svedese, a 46,8 metri sopra il livello del mare: si tratta della fermata ad altezza più elevata dell'intera metropolitana di Stoccolma. Fruängen è inoltre un capolinea della linea rossa T14, preceduto dalla stazione adiacente Västertorp.
La stazione fu inaugurata dal Re Gustavo VI Adolfo in data 5 aprile 1964: in ordine cronologico è stata la 58ª fermata ad essere aperta. Prima di questa data erano tuttavia operative le linee di tram 14 e 17.
Dispone di una biglietteria e di due entrate, posizionate sulla piazzetta Fruängstorget e sulla strada pedonale Fruängsgången in corrispondenza del centro commerciale Fruängens centrum. La piattaforma è collocata in superficie. Progettata dall'architetto Magnus Ahlgren, la stazione dal 2005 ospita contributi decorativi da parte del pittore Fredrik Landergren.
Il suo utilizzo medio quotidiano durante un normale giorno feriale è pari a 7.300 persone circa.

## Tempi di percorrenza
| Linea | Capolinea     | Tempo  | Stazione                                                  | Tempo                             |
| T14   | Mörby centrum | 33 min | Liljeholmen Slussen Gamla stan T-Centralen Östermalmstorg | 8 min 14 min 16 min 18 min 20 min |